# Скворцов, Николай Семёнович
Никола́й Семёнович Скворцо́в (1839 — 12 (24) сентября 1882) — русский публицист и издатель.

## Биография
Родился в 1839 году; происходил из небогатой дворянской семьи Скворцовых Костромской губернии.
Учился на казённый счёт в Костромской гимназии. Некоторое время служил чиновником в Костромском губернском правлении. Затем продолжил обучение в ярославском Демидовском лицее и на историко-филологическом факультете Московского университета, но обучение в обоих не окончил.
Ещё студентом он принимал участие в газетах «Наше время» и «Русские ведомости». После смерти Н. Ф. Павлова, основателя «Русских ведомостей», он стал, с 1864 года, сначала её редактором, затем — издателем.
В 1881 году был избран гласным Московской городской думы.
Был женат на сестре А. И. Гольденберга, Ольге Ивановне.
Умер 12 (24) сентября 1882 года. Был похоронен в Алексеевском женском монастыре.